# Powiat morski
Powiat morski – powiat polski istniejący w latach 1927–1951 w woj. pomorskim (II RP) i w woj. gdańskim ("Polska Ludowa"). Był to najdalej na północ wysunięty powiat Polski od 1945 i – jak sugeruje nazwa – jedyny powiat polski (od 1927 roku) z dostępem do morza do 1939.

## II RP
Północne rubieże Prus Królewskich powróciły do Polski w lutym 1920 roku i weszły w skład nowego województwa pomorskiego ze stolicą w Toruniu. Obszar ten objął dwa powiaty – powiat pucki i powiat wejherowski. Powiat pucki objął w całości terytorium byłego Landkreis Putzig, natomiast powiat wejherowski, w porównaniu ze swoim przedwojennym poprzednikiem Landkreis Neustadt, został okrojony o osiem obszarów dworskich (Brzyno, Czymanowo, Kolkowo, Opalino, Prusewo, Rybno, Strzebielinko i Toliszczek) i jedną jednostkową gminę wiejską (Kniewo), które pozostały w Niemczech. Ponadto, należące przed 1918 do powiatu Neustadt miasto Sopot z obszarami leśnymi Gręzlewo (Grenzlau) i Renuszewo (Renneberg) zostały włączone do zabranego Niemcom, lecz nieprzyznanego Polsce, Wolnego Miasta Gdańska.
Powiat morski utworzono 1 stycznia 1927 z większości zniesionego powiatu puckiego oraz z części (niezniesionego) wejherowskiego. Mniejszą część powiatu puckiego przyłączono do powiatu wejherowskiego. Siedzibą powiatu została Gdynia, która 9 miesięcy wcześniej otrzymała prawa miejskie (dotychczas znajdowała się w powiecie wejherowskim).
21 marca 1928 do powiatu morskiego włączono pozostałą część powiatu wejherowskiego, który równocześnie zniesiono (z wyjątkiem gmin jednostkowych Kętrzyno, Linja, Niepoczołowice, Tłuczewo i Zakrzewo włączonych do powiatu kartuskiego). W związku z przyłączeniem do powiatu morskiego Wejherowa, przeniesiono do Wejherowa siedzibę powiatu morskiego z Gdyni, jako że w tej drugiej planowano utworzyć odrębny powiat miejski. Doszło do tego 24 stycznia 1929. Tak więc przez prawie rok (od 21 marca 1928 do 24 stycznia 1929) Gdynia nie była siedzibą powiatu morskiego. W 1926 roku do Gdyni włączono gminę Oksywie, a w 1933 roku gminy Obłuże i Witomino. W 1929 zniesiono gminę Wysoka, włączając ją do Osowej.
15 czerwca 1934 do powiatu morskiego włączono ponownie z powiatu kartuskiego gminy jednostkowe Kętrzyno, Linia, Niepoczołowice, Tłuczewo i Zakrzewo. 1 sierpnia 1934 zlikwidowano gminy jednostkowe, zastępując je gminami zbiorowymi. Powiat morski podzielono na 2 miasta (Puck i Wejherowo) i 11 gmin. 20 września 1934 gminy zbiorowe podzielono na gromady. W 1934 usamodzielniło się Orłowo Morskie, lecz już w połowie 1935 roku, wraz z Cisową, Kolibkami, Małym Kackiem i Redłowem, włączono je do Gdyni.

## PRL
Po II wojnie światowej, powiat morski powrócił do Polski, gdzie wszedł w skład nowo utworzonego woj. gdańskiego. Powiat morski powiększono wówczas o jedną gminę zbiorową z tzw. Ziem Odzyskanych – gminę Wierzchucino (której obszar należał przed II wojną światową do powiatu Lauenburg (lęborskiego) w rejencji koszalińskiej na Pomorzu). Stanisław Srokowski podaje w swojej publikacji z 1948 że gmina Wierzchucino formalnie przynależała do powiatu lęborskiego i tylko tymczasowo była przydzielona do powiatu morskiego (s. 52). Jednak przynależność do powiatu morskiego utrzymała się.
Nazwa powiat morski utrzymała się do 1 lipca 1951, kiedy to urzędowo zmieniono ją na powiat wejherowski. Jako że przedwojenna granica morska Polski (71 km) zwiększyła się do 440 km, a liczba powiatów nadmorskich powiększyła się do szesnastu, określenie "powiat morski" stało się mocno zdezaktualizowane i miało wydźwięk już tylko historyczny.
1 października 1954 z części powiatu wejherowskiego wydzielono powiat pucki, a więc przywracając w praktyce stan sprzed roku 1927, czyli podział na dwa powiaty – wejherowski i pucki. Jedynie wieś Nadole nie powróciła do powiatu puckiego, pozostając przy powiecie wejherowskim Do powiatu puckiego weszły natomiast cztery gromady z gminy Wierzchucino (Białogóra, Brzyno, Słuchowo i Wierzchucino), które przed 1945 rokiem należały do powiatu lęborskiego w Niemczech, a które lepiej były skomunikowane z Puckiem niż z Wejherowem. Ponadto jesienią 1954 powiat wejherowski zwiększono o gromady Bychowo, Gniewino, Mierzyno, Osiek i Perlino z powiatu lęborskiego, a od powiatu wejherowskiego, na korzyść powiatu lęborskiego, odprowadzono gromadę Strzebielino; wreszcie Naniec i Wejherowo-Zamek włączono do Wejherowa; Zagórze do Rumi; Bór, Kuźnicę i Juratę do Jastarni; a Chałupy do Władysławowa. Wcześniej, bo już jesienią 1953, Wielki Kack włączono do Gdyni.

## Zmiany granic

### 1 stycznia 1927
- Przyłączono z powiatu wejherowskiego:
  - Chwarzno, Chwaszczyno, Chylonia, Cisowa, Gdynia, Kolibki, Kolonia, Łężyce, Mały Kack, Osowa, Redłowo, Wiczlino, Wielki Kack, Witomino, Wysoka

- Przyłączono ze zniesionego powiatu puckiego:
  - Błądzikowo, Bór, Celbowo, Cetniewo, Chałupy, Chłapowo, Dębogórze, Gnieżdżewo, Goszczyno, Hel, Jastarnia, Jeldzino, Karwia, Karwieńskie Błoto, Kazimierz, Kłanino, Kosakowo, Koźlinki-Szarydwór, Krokowa, Kuźnica, Łebcz, Łętowice, Łyśniewo, Mechelinki, Mieroszyno, Minkowice, Mosty, Mrzezino, Obłuże, Odargowo, Osłonino, Ostrowo, Parszczyce, Parszkowo, Pierwoszyno, Poczernino, Pogórze, Połczyno, Puck, Radoszewo, Rzucewo, Sławoszyno, Smolno, Starzyno, Starzyński Dwór, Stefanowo, Strzelno, Suchydwór, Sulicice, Swarzewo, Wielka Wieś, Żarnowiec, Żelistrzewo

### 21 marca 1928
- Przyłączono ze zniesionego powiatu wejherowskiego:
  - Należące przed 1927 do powiatu wejherowskiego:
    - Barłomino, Będargowo, Bieszkowice, Bojan, Bolszewo, Borek[26], Ciechocino, Częstkowo, Dargolewo, Dąbrówka, Dobrzewino, Glazica, Gniewowo, Gościcino, Gowino, Góra, Góra Nadleśnictwo, Grabowiec, Jeleńska Huta, Kamień, Kąpino, Kębłowo, Kielno, Koleczkowo, Kowalewo, Lewino, Luzino, Łebno, Mały Donimierz, Milwino, Miłoszewo, Naniec, Nowy Dwór Wejherowski, Orle, Pętkowice, Pieleszewo, Pobłocie, Przetoczyno, Reda, Reszki, Robakowo, Rumia, Smażyno, Sopieszyno, Strzebielno, Strzepcz, Szemud, Śmiechowo, Tępcz, Ustarbowo, Warszkowo, Wejherowo, Wejherowo-Zamek, Wielki Donimierz, Wyszecino, Zagórze, Zbychowo, Zelewo, Zęblewo

  - Należące przed 1927 do powiatu puckiego:
    - Brudzewo, Darżlubie, Domatowo, Domatówko, Glinki, Karlikowo, Kartoszyno, Leśniewo, Lisewo, Lubkowo, Lubocino, Mechowa, Nadole, Połchowo, Połchówko, Rekowo, Sławutowo, Sławutówko, Sobieńczyce, Świecino, Tyłowo, Wejherowo-Nadleśnictwo

### 24 stycznia 1929
- Odłączono od powiatu morskiego:
  - Do nowo utworzonego grodzkiego powiatu Gdynia:
    - Gdynia

### 15 czerwca 1934
- Przyłączono z powiatu kartuskiego:
  - Należące do 20 marca 1928 do powiatu wejherowskiego:
    - Kętrzyno, Linia, Niepoczołowice, Tłuczewo i Zakrzewo

### 7 kwietnia 1945
- Przyłączono z powiatu lęborskiego (Ziemie Odzyskane):
  - Białogóra, Brzyno, Czymanowo, Kniewo, Rybno, Słuchowo, Strzebielinko, Toliszczek i Wierzchucino